# Wawrzyniec Sikora

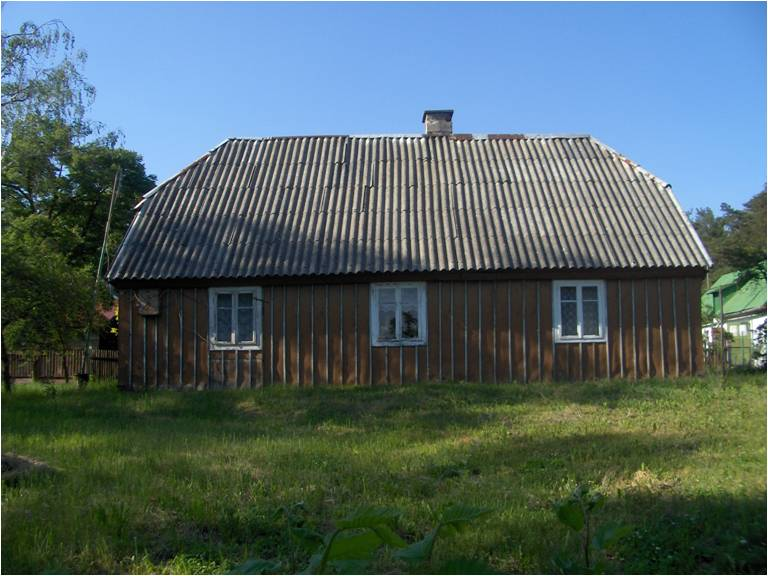
Dom Wawrzyńca dziś

Wawrzyniec Sikora znany również pod ps. Hieronim Koląbryna (ur. 10 sierpnia 1874 w Liszynie, zm. 17 stycznia 1942 tamże) – działacz lokalny, rolnik, felietonista, dziennikarz.

Rodzicami Wawrzyńca byli Jan i Katarzyna z Zadrozińskich. Wawrzyniec nigdy nie uczęszczał do szkoły, uczył się sam, co wyznał w rozmowie z redaktorem Wiadomości Muzycznych i Teatralnych: 

...Mając siedem lat w 40 dni nauczyłem się czytać i najpierw zapoznałem się z 24 obrazkami Królestwa Polskiego, w cztery lata później nauczyłem się pisać, ale szło mi trudno, bo nie było komu mi pokazać, jak się pisze...

W 1895 w „Gazecie Świątecznej” wydrukowano pierwszy jego list z Liszyna. Od 1898, od założenia „Ech Płockich i Łomżyńskich”, pisywał pod pseudonimem Hieronim Koląbryna. 12 czerwca 1924 został wybrany na sołtysa wsi Liszyno, a 30 stycznia 1927 na wójta gminy Bielino, powiatu płockiego. Funkcję tę pełnił do wybuchu II wojny światowej.
Za zasługi na polu pracy społecznej 22 stycznia 1930 został mu nadany Brązowy Krzyż Zasługi. W czasach II wojny światowej wydano na niego wyrok śmierci przez powieszenie, z powodu szerzenia antyniemieckiej propagandy na ziemiach płockich. Wyroku jednak nie doczekał, zmarł śmiercią naturalną.

## Pamiętniki i bruliony
Wawrzyniec Sikora pozostawił po sobie pamiętniki, w których zawarł wiele informacji na temat gminy Bielino oraz o obowiązkach jakie pełnił i wykonywał. Sześć zeszytów zostało odnalezionych na strychu jego domu, odziedziczonego przez córkę Ewelinę Misiak wraz z rodzinnymi fotografiami i pojedynczymi kartkami np. niemieckim świadectwem szczepienia z 1916. Kilka stron pamiętnika poświęcił swym sąsiadom, niemieckim kolonistom, opisując ich stan posiadania, budownictwo oraz obyczajowość. Zapiski nosiły tytuł Monografia osiedli niemieckich. Innego rodzaju zapiskami były notatki na temat rzeki Wisły. Opisywał w nich rzekę, jej nurt, podmywane brzegi, piaszczyste łachy i zakola, a przede wszystkim powódź z wiosny 1924 i wysiłki ludzi broniących przed wodą swego dobytku.

## Życie prywatne
14 listopada 1906 Wawrzyniec Sikora ożenił się z dziewiętnastoletnią Eleonorą Pełką z Cekanowa. Mieli oni siedem córek: Czesławę, Zofię, Halinę, Cecylię, Lucynę, Ewelinę (po mężu Misiak) i Ludgardę. Rodzina mieszkała w drewnianym, czteroizbowym domu.

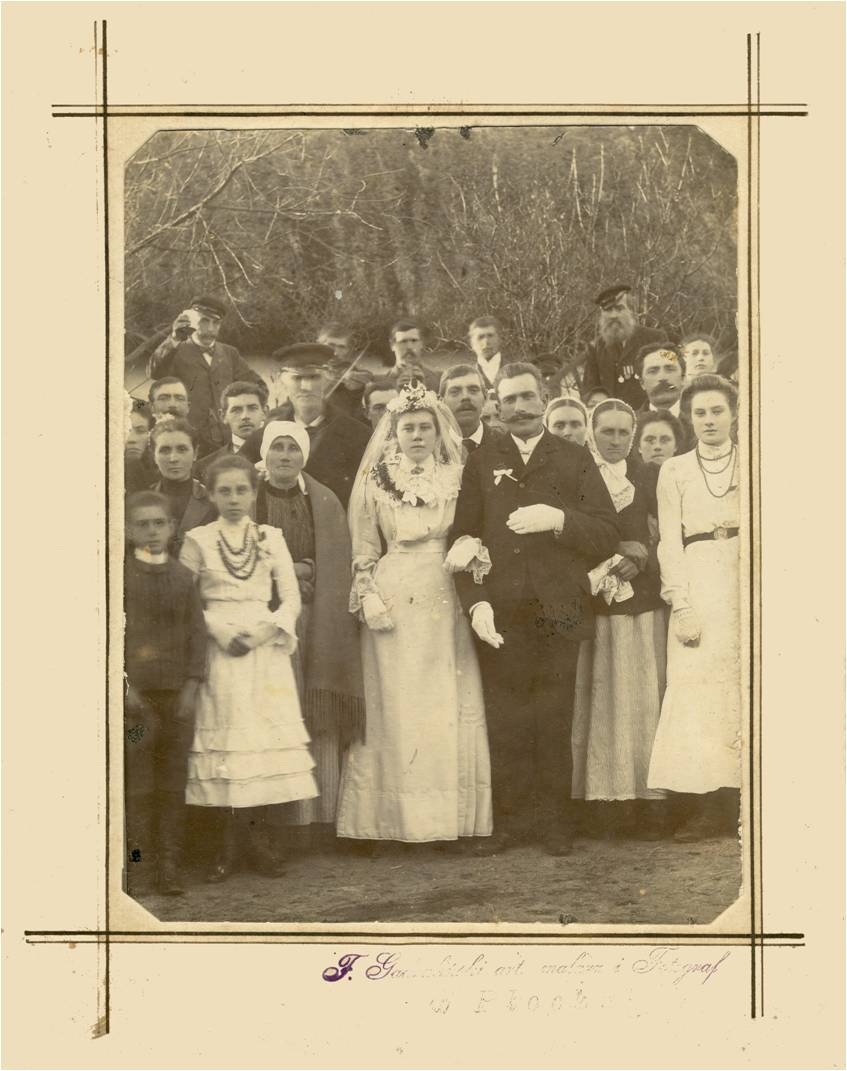
Ślub Wawrzyńca
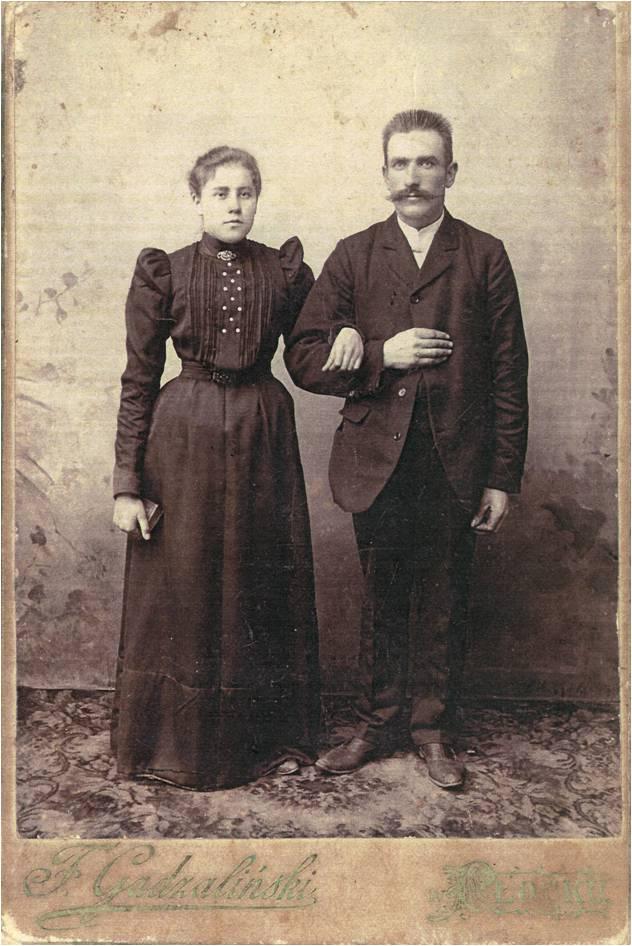
Wawrzyniec z żoną
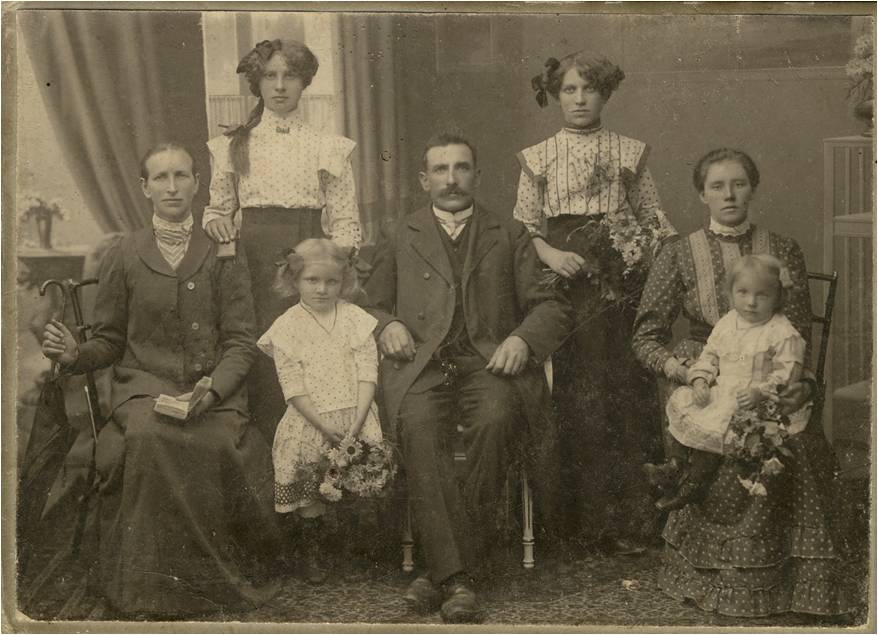
Wawrzyniec z rodziną
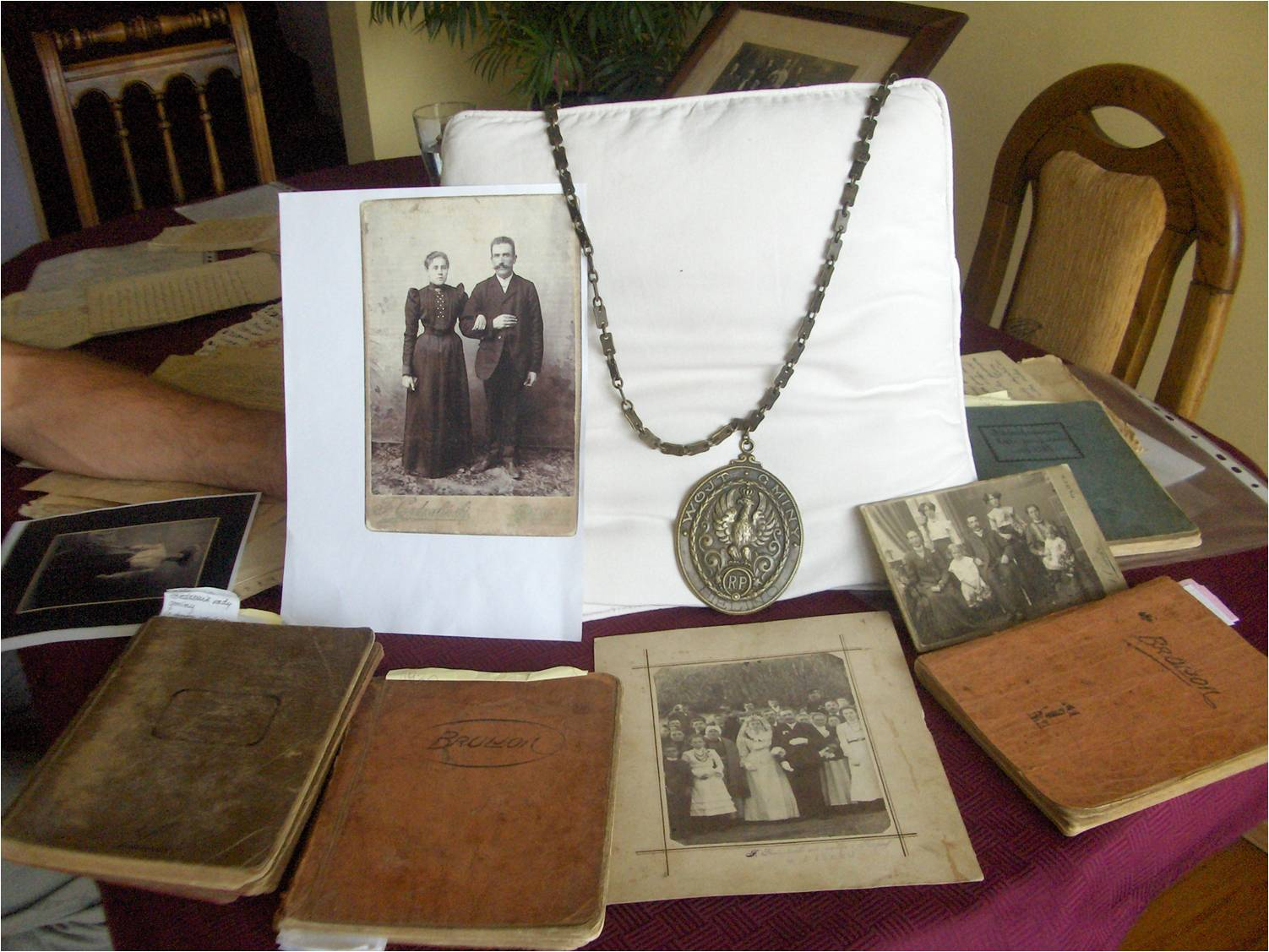
Pamiątki Wawrzyńca

## Upamiętnienie
Jest patronem jednej z głównych ulic w rodzimej podpłockiej miejscowości Liszyno, w gminie Słupno.